# Reflejo palmomentoniano
El reflejo palmomentoniano es un reflejo anormal que se obtiene estimulando la eminencia tenar de la mano, produciéndose en respuesta una contracción de los músculos del mentón y del orbicular del labio, del mismo lado donde se realizó la estimulación.
Es común en el síndrome mental orgánico. Es un signo de liberación frontal. Puede aparecer en personas sin ninguna alteración neurológica pero en menor medida.
- Datos: Q5493344